# Heinrich Himmer
Heinrich Himmer (* 24. Dezember 1978 in Wien) ist ein österreichischer Gewerkschafter und Politiker der Sozialdemokratischen Partei Österreichs (SPÖ). Seit dem 24. Oktober 2024 ist er Abgeordneter zum Nationalrat.

## Leben

### Ausbildung und Beruf
Heinrich Himmer besuchte nach der Volksschule in Wien-Simmering das dortige Gymnasium Gottschalkgasse und anschließend ab 1993 die Handelsakademie in der Akademiestrasse (ab 1997 Vienna Business School Akademiestrasse), wo er 1998 maturierte. 1998/99 absolvierte er den Präsenzdienst. 2000 begann er ein Studium der Wirtschaftspädagogik an der Wirtschaftsuniversität Wien, das er 2008 als Magister mit einer Diplomarbeit zum Thema Personalentwicklung in kommunalen Unternehmen am Beispiel der Verkehrsverbund Ost-Region GmbH abschloss.
Von 2006 bis 2008 war er als Personalmanager bei Trenkwalder Austria tätig, danach unterrichtete er an der Schumpeter BHAK/BHAS. 2017 folgte er Jürgen Czernohorszky, der Bildungsstadtrat in Landesregierung und Stadtsenat Häupl VI wurde, als Präsident des Stadtschulrats für Wien nach. Mit Jahreswechsel 2018/19 wurde die Organisation in Bildungsdirektion für Wien umbenannt, Himmer wurde Bildungsdirektor. Ende Juni 2024 legte er diese Funktion wegen seine Kandidatur bei der Nationalratswahl 2024 zurück. Interimistisch folgte ihm Arno Langmeier nach, als Bildungsdirektorin ab Februar 2025 wurde Elisabeth Fuchs bestellt.

### Politik
Himmer gehörte ab 1999 der Jungen Generation der SPÖ an. Von 2012 bis 2017 war er Fraktionsvorsitzender der Fraktion Sozialdemokratischer Gewerkschafter_innen BMHS, 2016/17 auch Mitglied des Bundesfraktionsvorstandes der Fraktion Sozialdemokratischer Gewerkschafter (FSG) in der Gewerkschaft Öffentlicher Dienst (GÖD). Von 2021 bis 2023 fungierte er als Stellvertreter des Präsidenten des Bundes Sozialdemokratischer Akademikerinnen und Akademiker, Intellektueller, Künstlerinnen und Künstler (BSA) Andreas Mailath-Pokorny.
Bei der Nationalratswahl 2024 kandidierte er für die SPÖ hinter Doris Bures auf Platz 2 im Landeswahlkreis Wien sowie hinter Petra Bayr auf Platz 2 im Regionalwahlkreis Wien Süd. In der konstituierenden Sitzung der XXVIII. Gesetzgebungsperiode am 24. Oktober 2024 wurde er als Abgeordneter zum Nationalrat angelobt. Im SPÖ-Parlamentsklub wurde er im März 2025 Bereichssprecher für Bildung und Wissenschaft.